# Blue Dragon (serie animata)
Blue Dragon (BLUE DRAGON?, Burū Doragon) è una serie televisiva anime basata sull'omonimo videogioco. La prima stagione fu trasmessa su TV Tokyo in 51 episodi dal 7 aprile 2007 al 29 marzo 2008, mentre dal successivo 5 aprile al 28 marzo 2009 fu trasmessa sulla stessa rete una seconda stagione, intitolata in originale Blue Dragon: Tenkai no Shichiryū (BLUE DRAGON 天界の七竜?), sempre in 51 episodi. La serie presenta un cast vocale differente da quello del videogioco, e si discosta da esso anche per quanto riguarda gran parte della trama.

## Trama
La storia è ambientata in un mondo dove le strutture sociali del passato si mischiano con tecnologie futuristiche; in particolare, gli uomini possono sfruttare nelle loro battaglie il grande potere delle ombre, una manifestazione fisica delle loro anime. Tali ombre possono essere naturali (che si trasmettono di generazione in generazione, e sono solo sette), create artificialmente oppure false.
Prima Stagione
Sotto la minaccia del malvagio Nene, un essere con l'obiettivo di dominare il mondo, i giovani Shu, Kluke, Marumaro e Bouquet partono insieme a Zola e Jiro in un epico viaggio per combattere contro la tirannia. Ad aiutarli in questa avventura ci saranno le loro ombre Blue Dragon, Fenice, Tigre, Hippo, Pipistrello Assassino e Minotauro, creature dagli enormi poteri, le quali sono baluardi di una eterna battaglia forse più grande di ciò che si immaginava all'inizio.
Seconda Stagione
Due anni dopo gli eventi della prima stagione, Shu e Bouquet (oramai divenuta la sua compagna) incontrano Noi, un misterioso essere con la capacità di ridare le ombre agli evocatori che l'hanno perduta. Intuendo l'arrivo di una nuova minaccia, i due giovani partono insieme a Noi in un nuovo, straordinario viaggio dove troveranno amici vecchi e nuovi, faranno nuove scoperte e affronteranno numerose, numerose prove.

## Trasmissione
Il 16 aprile 2007 Viz Media annunciò di aver acquistato i diritti di distribuzione della serie in America, Europa e Oceania. Una versione doppiata in inglese fu trasmessa su Cartoon Network dal 28 marzo 2008, presentando (oltre a una sigla realizzata ex novo) numerose modifiche atte prevalentemente a censurare qualunque accenno di nudità, sensualità e violenza, sia nel video che nei dialoghi. La maggior parte delle censure riguardano il personaggio di Bouquet, il cui seno prosperoso fu nascosto tramite interventi in computer grafica, tagli e sostituzioni di inquadrature. Inoltre gli episodi furono adattati al rapporto in 4:3 tramite un processo di pan and scan, e la colonna sonora fu in gran parte rimossa o sostituita.
La prima stagione fu trasmessa in Italia dal 6 aprile 2009 su Cartoon Network, presentando le stesse modifiche della versione in inglese. Dal successivo 14 settembre fu replicata in chiaro su Italia 1, con una nuova sigla cantata da Giorgio Vanni e Cristina D'Avena. La seconda stagione fu trasmessa dal 18 febbraio 2010 su Italia 1, interrompendosi il 14 novembre con l'episodio 41. I successivi furono trasmessi dal giorno successivo al 24 novembre su Cartoon Network, che aveva a sua volta iniziato la trasmissione a ottobre.

## Episodi

### Prima stagione
| Nº | Titolo italiano Giapponese 「Kanji」 - Rōmaji                          | In onda           | In onda          |
| Nº | Titolo italiano Giapponese 「Kanji」 - Rōmaji                          | Giapponese        | Italiano         |
| 1  | L'avanzare delle ombre 「影、発動」 - Kage, hatsudō                    | 7 aprile 2007     | 6 aprile 2009    |
| 2  | È il destino che decide 「蒼き力」 - Aoki chikara                      | 14 aprile 2007    | 7 aprile 2009    |
| 3  | Rivali in allenamento 「シュウとジーロ」 - Shū to Jīro                 | 21 aprile 2007    | 8 aprile 2009    |
| 4  | Visite dai Devee 「切り札はパンツ」 - Kirifuda wa pantsu               | 28 aprile 2007    | 9 aprile 2009    |
| 5  | Attacco alla base 「ゼネラル·ロギ」 - Zeneraru rogi                    | 5 maggio 2007     | 10 aprile 2009   |
| 6  | Tutto per gratitudine 「ふわふわのむぎゅ」 - Fuwafuwa no mugyu         | 12 maggio 2007    | 13 aprile 2009   |
| 7  | Fantasmi 「貴婦人のわな」 - Kifujin no wana                            | 19 maggio 2007    | 14 aprile 2009   |
| 8  | Castello sotto assedio 「ナイトマスター」 - Naito masutā               | 26 maggio 2007    | 15 aprile 2009   |
| 9  | Avventura in mare 「プロボーズ大作戦」 - Puropōzu daisakusen           | 2 giugno 2007     | 16 aprile 2009   |
| 10 | In territorio nemico 「ロギ、襲来」 - Rogi, shūrai                     | 9 giugno 2007     | 17 aprile 2009   |
| 11 | Imboscata 「包囲網を突破せよ」 - Hōi ami o toppase yo                  | 15 giugno 2007    | 20 aprile 2009   |
| 12 | Un degno avversario 「ドラグノフ特攻」 - Doragunofu tokkō              | 23 giugno 2007    | 21 aprile 2009   |
| 13 | Infiltrazione 「潜入」 - Sennyū                                        | 30 giugno 2007    | 22 aprile 2009   |
| 14 | Il desiderio di Kluke 「クルックの想い」 - Kurukku no omoi             | 7 luglio 2007     | 23 aprile 2009   |
| 15 | Il risveglio 「希望への指針」 - Kibō e no shishin                      | 14 luglio 2007    | 24 aprile 2009   |
| 16 | Le extra sette 「はじまりの書」 - Hajimari no sho                      | 21 luglio 2007    | 27 aprile 2009   |
| 17 | L'informatore 「ホメロンは死んだ」 - Homeron wa shinda                 | 28 luglio 2007    | 28 aprile 2009   |
| 18 | Il segreto del locandiere 「愛しの影」 - Itoshi no kage                | 4 agosto 2007     | 29 aprile 2009   |
| 19 | Fenice 「遺跡のなぞ」 - Iseki no nazo                                  | 11 agosto 2007    | 30 aprile 2009   |
| 20 | La trappola 「囚われのナイト」 - Toraware no naito                     | 18 agosto 2007    | 1º maggio 2009   |
| 21 | La ricerca di Omeron 「追跡·情報師」 - Tsuiseki·jōhōshi                | 25 agosto 2007    | 4 maggio 2009    |
| 22 | Bellezza sfiorita 「きえきえのいや〜ん」 - Kiekie no iya~n             | 1º settembre 2007 | 5 maggio 2009    |
| 23 | A caccia di informazioni 「蒼穹へ」 - Sōkyū e                          | 8 settembre 2007  | 6 maggio 2009    |
| 24 | Nella foresta di Brandish 「悪魔の追撃」 - Akuma no tsuigeki           | 15 settembre 2007 | 7 maggio 2009    |
| 25 | Indipendenza militare 「VS独立遊撃隊」 - VS dokuritsu yūgekitai        | 22 settembre 2007 | 8 maggio 2009    |
| 26 | La pazzia di Cynthia 「恐乱のシンシア」 - Kyōran no Shinshia           | 29 settembre 2007 | 11 maggio 2009   |
| 27 | La corazzata di Logi 「ロギの船へ」 - Rogi no fune e                   | 6 ottobre 2007    | 12 maggio 2009   |
| 28 | Il confronto 「こそこそのどきゅん」 - Kosokoso no dokyun               | 13 ottobre 2007   | 13 maggio 2009   |
| 29 | L'enigma del passato 「エクストラセブン」 - Ekusutora sebun            | 20 ottobre 2007   | 14 maggio 2009   |
| 30 | Il drago nero 「闇のドラゴン」 - Yami no doragon                       | 27 ottobre 2007   | 15 maggio 2009   |
| 31 | La forza di Jiro 「強き者」 - Tsuyoki mono                             | 3 novembre 2007   | 18 maggio 2009   |
| 32 | L'allievo di Shu 「影使いの弟子」 - Kage tsukai no deshi               | 10 novembre 2007  | 19 maggio 2009   |
| 33 | Ritorno a casa 「パンツ天国」 - Pantsu tengoku                         | 17 novembre 2007  | 20 maggio 2009   |
| 34 | La vendetta di Gilliam 「ギリアム再び」 - Giriamu futatabi             | 24 novembre 2007  | 21 maggio 2009   |
| 35 | Le rovine di Bouquet 「光るカバ」 - Hikaru kaba                        | 1º dicembre 2007  | 22 maggio 2009   |
| 36 | Il nuovo potere di Bouquet 「ひそひそのどっかん」 - Hisohiso no dokkan | 8 dicembre 2007   | 25 maggio 2009   |
| 37 | La forza dei numeri 「決戦·空中要塞」 - Kessen - Kūchū yōsai           | 13 dicembre 2007  | 26 maggio 2009   |
| 38 | Sinfonia nera 「最後の戦い」 - Saigo no tatakai                        | 20 dicembre 2007  | 27 maggio 2009   |
| 39 | Ritorno trionfale 「凱旋」 - Gaisen                                    | 5 gennaio 2008    | 25 novembre 2009 |
| 40 | I fantasmi del passato 「ローゼンクロイツ」 - Rōzenkuroitsu            | 12 gennaio 2008   | 26 novembre 2009 |
| 41 | In trappola 「籠の中の小鳥」 - Kago no naka no kotori                  | 19 gennaio 2008   | 27 novembre 2009 |
| 42 | Odin 「覚醒」 - Kakusei                                                | 26 gennaio 2008   | 30 novembre 2009 |
| 43 | Il mondo vero 「七人の光の戦士」 - Shichinin no hikari no senshi       | 2 febbraio 2008   | 1º dicembre 2009 |
| 44 | La vera forma delle tenebre 「真実」 - Shinjitsu                       | 9 febbraio 2008   | 2 dicembre 2009  |
| 45 | Un nuovo piano 「ぷるぷるのぽよん」 - Purupuru no poyon                | 16 febbraio 2008  | 3 dicembre 2009  |
| 46 | Dissensi 「不協和音」 - Fukyōwaon                                      | 23 febbraio 2008  | 4 dicembre 2009  |
| 47 | Al centro delle tenebre 「闇の中へ」 - Yami no naka e                  | 1º marzo 2008     | 7 dicembre 2009  |
| 48 | La porta 「二つの誓い」 - Futatsu no chikai                            | 8 marzo 2008      | 8 dicembre 2009  |
| 49 | Zola 「ゾラ」 - Zora                                                   | 15 marzo 2008     | 9 dicembre 2009  |
| 50 | Il legame dell'amicizia 「絆」 - Kizuna                                | 22 marzo 2008     | 10 dicembre 2009 |
| 51 | Shu 「シュウ」 - Shū                                                   | 29 marzo 2008     | 11 dicembre 2009 |

### Seconda stagione
In Italia i primi tre episodi sono stati divisi e trasmessi in due parti.
| Nº | Titolo italiano Giapponese 「Kanji」 - Rōmaji                                | In onda           | In onda                      |
| Nº | Titolo italiano Giapponese 「Kanji」 - Rōmaji                                | Giapponese        | Italiano                     |
| 1  | Senza ombre / Red Dragon 「紅き竜」 - Akaki Ryū                              | 5 aprile 2008     | 18 febbraio 19 febbraio 2010 |
| 2  | Noi / Evocatori 「ノイ」 - Noi                                               | 12 aprile 2008    | 22 febbraio 23 febbraio 2010 |
| 3  | Un vecchio amico / La sfida tra uomini 「漢(おとこ)の勝負」 - Otoko no shōbu | 19 aprile 2008    | 24 febbraio 25 febbraio 2010 |
| 4  | La scaglia dei desideri 「欲望の鱗」 - Yokubō no uroko                       | 26 aprile 2008    | 26 febbraio 2010             |
| 5  | La piramide in rovina 「朽ちたピラミッド」 - Kuchita pyramid                 | 3 maggio 2008     | 9 marzo 2010                 |
| 6  | Ognuno per la sua strada 「それぞれの道」 - Sorezore no michi                | 10 maggio 2008    | 11 marzo 2010                |
| 7  | Primo amore 「初恋」 - Hatsukoi                                              | 17 maggio 2008    | 16 marzo 2010                |
| 8  | La scelta di Kluke 「彼女の選択」 - Kanojo no sentaku                        | 24 maggio 2008    | 18 marzo 2010                |
| 9  | La danza dell'amore 「愛のダンス」 - Ai no dansu                             | 31 maggio 2008    | 23 marzo 2010                |
| 10 | Incontro a sorpresa 「どきどきのぽわん」 - Dokidoki no powan                 | 12 giugno 2008    | 25 marzo 2010                |
| 11 | Michael 「ミヒャエル」 - Mikyaeru                                            | 19 giugno 2008    | 30 marzo 2010                |
| 12 | La rivelazione di Noi 「ノイの決断」 - Noi no ketsudan                       | 21 giugno 2008    | 1º aprile 2010               |
| 13 | I guardiani bianchi 「白の旅団」 - Shiro no ryodan                           | 28 giugno 2008    | 6 aprile 2010                |
| 14 | L'oracolo 「導きの少女」 - Michibiki no shōjo                                | 5 luglio 2008     | 8 aprile 2010                |
| 15 | A stomaco vuoto 「へろへろのばたん」 - Heroheronobatan                       | 12 luglio 2008    | 13 aprile 2010               |
| 16 | L'invasione di Jiro 「突入ニルヴァーナ」 - Totsunyū niruvaana                | 19 luglio 2008    | 15 aprile 2010               |
| 17 | La magia dei fiori 「ちゅるちゅるのあはん」 - Churuchurunoahan               | 26 luglio 2008    | 20 aprile 2010               |
| 18 | La città dei draghi 「竜の街」 - Ryū no machi                                | 2 agosto 2008     | 22 aprile 2010               |
| 19 | Sotto terra 「地下に眠りしもの」 - Chika ni nemuri shimono                   | 9 agosto 2008     | 27 aprile 2010               |
| 20 | Lottarice e Noi 「ロッタとノイ」 - Rotta to Noi                              | 16 agosto 2008    | 29 aprile 2010               |
| 21 | Ancora draghi 「新たなる竜」 - Arata naru ryū                                | 23 agosto 2008    | 8 maggio 2010                |
| 22 | Ippo-man 「ヒポポタマン」 - Hipopotaman                                      | 30 agosto 2008    | 15 maggio 2010               |
| 23 | Un'altra prova 「マダムのささやき」 - Madamu nosasayaki                      | 6 settembre 2008  | 22 maggio 2010               |
| 24 | A volte ritornano 「死者の帰還」 - Shisha no kikan                           | 13 settembre 2008 | 29 maggio 2010               |
| 25 | Il rifiuto di Primula 「とどかぬ声」 - Todokanu koe                          | 20 settembre 2008 | 7 giugno 2010                |
| 26 | Di nuovo insieme 「彼女の望み」 - Kanojo no nozomi                           | 27 settembre 2008 | 9 giugno 2010                |
| 27 | Inizia la battaglia 「開戦」 - Kaisen                                        | 4 ottobre 2008    | 11 giugno 2010               |
| 28 | Scontro tra titani 「スレイプニル飛翔」 - Sureipuniru hishō                  | 11 ottobre 2008   | 25 luglio 2010               |
| 29 | Il potere dell'oracolo 「神託の力」 - Shintaku no chikara                    | 18 ottobre 2008   | 1º agosto 2010               |
| 30 | Il mondo diviso a metà 「分かたれた世界」 - Waka tareta sekai                | 25 ottobre 2008   | 8 agosto 2010                |
| 31 | Preparativi 「騎士と少女」 - Kishi to shōjo                                  | 1º novembre 2008  | 15 agosto 2010               |
| 32 | La patria della cucina 「美食の街」 - Bishoku no machi                       | 8 novembre 2008   | 22 agosto 2010               |
| 33 | Matilda entra in azione 「マチルダ出撃」 - Machiruda shutsugeki              | 15 novembre 2008  | 29 agosto 2010               |
| 34 | Falsi sorrisi 「偽りの笑顔」 - Itsuwari no egao                              | 22 novembre 2008  | 5 settembre 2010             |
| 35 | La sfida finale 「最後の試練」 - Saigo no shiren                             | 29 novembre 2008  | 12 settembre 2010            |
| 36 | Risoluzione finale 「決断の刻」 - Ketsudan no koku                           | 6 dicembre 2008   | 19 settembre 2010            |
| 37 | Vermiglio 「ヴァーミリアン」 - Vaamirian                                     | 13 dicembre 2008  | 26 settembre 2010            |
| 38 | La bellezza del mondo 「美しき世界」 - Utsukushi ki sekai                    | 20 dicembre 2008  | 24 ottobre 2010              |
| 39 | Un ritorno gradito 「よみがえる力」 - Yomigaeru chikara                      | 27 dicembre 2008  | 31 ottobre 2010              |
| 40 | Il cammino dei cieli 「失われた神殿」 - Ushinawareta shinden                 | 10 gennaio 2009   | 7 novembre 2010              |
| 41 | Campo di fiori 「花園」 - Hanazono                                           | 17 gennaio 2009   | 14 novembre 2010             |
| 42 | Scontro diretto 「モグモグのバフ～ン」 - Mogumogu no bafu ~ n                | 24 gennaio 2009   | 15 novembre 2010             |
| 43 | La battaglia di Zmey 「ズメイ攻防」 - Zumei kōbō                             | 31 gennaio 2009   | 16 novembre 2010             |
| 44 | Verso il cielo 「空へ」 - Sora he                                            | 7 febbraio 2009   | 17 novembre 2010             |
| 45 | La Legione 「上位生命体」 - Jōi-seimeitai                                    | 14 febbraio 2009  | 18 novembre 2010             |
| 46 | Il castello dei cieli 「天界の城」 - Tenkai no shiro                         | 21 febbraio 2009  | 19 novembre 2010             |
| 47 | Lottarice 「ロッタ」 - Rotta                                                 | 28 febbraio 2009  | 20 novembre 2010             |
| 48 | L'ultima sfida 「最後の決戦」 - Saigo no kessen                              | 7 marzo 2009      | 21 novembre 2010             |
| 49 | Keiser Subvert 「カイザースヴェルト」 - Kaizaasuveruto                       | 14 marzo 2009     | 22 novembre 2010             |
| 50 | Il passato ritorna 「記憶」 - Kioku                                          | 21 marzo 2009     | 23 novembre 2010             |
| 51 | Torna il sereno 「青い空」 - Aoi sora                                        | 28 marzo 2009     | 24 novembre 2010             |

## Sigle giapponesi

### Prima stagione
Sigle iniziali
- "FRIEND", interpretata da Keita Tachibana (ep. 1-26)
- "Mune ni kibō o" (ムネニキボウヲ?) interpretata da Haruka (ep. 27-51)

Sigle finali
- "Fly So High" interpretata da Yū Yamada (ep. 1-16)
- "Kokoro" interpretata dagli SS501 (ep. 17-26)
- "HANA" interpretata da Masami Mitsuoka (ep. 27-38)
- "Sepia" interpretata da D-51 (ep. 39-51)

### Seconda stagione
Sigle iniziali
- "Hikari no sasu hō e” (|光の指す方へ?) interpretata da JiLL-Decoy association (ep. 1-26)
- "Aoi mirai" (青い未来?) interpretata da Watari-Rouka Hashiritai (ep. 27-51)

Sigle finali
- "Tsubomi" (蕾?) interpretata da JiLL-Decoy association (ep. 1-13)
- "Sunnyday" interpretata dai Lead (ep. 14-26)
- "I~jaNAI?" (い~じゃナイ!？?) interpretata da Mikuni Shimokawa (ep. 27-39)
- "Tsubomi" (蕾 ～ tsubomi ～?) interpretata da Mikuni Shimokawa (ep. 40-51)

## Sigla italiana
- Blue Dragon, testo di Fabio Gargiulo, Max Longhi e Giorgio Vanni, musica di Max Longhi e Giorgio Vanni, interpretata da Cristina D'Avena e Giorgio Vanni[3]

## Doppiaggio
| Personaggi  | Voce giapponese  | Voce italiana             |
| ----------- | ---------------- | ------------------------- |
| Shu         | Keiko Nemoto     | Gabriele Patriarca        |
| Zola        | Romi Paku        | Maddalena Vadacca         |
| Kluke       | Erino Hazuki     | Debora Magnaghi           |
| Jiro        | Daisuke Namikawa | Simone D'Andrea           |
| Marumaro    | Sakiko Uran      | Massimo Di Benedetto      |
| Bouquet     | Saki Nakajima    | Lara Parmiani             |
| Blue Dragon | Masaya Takatsuka | Alessandro Maria D'Errico |
| Minotauro   | Kouji Ochiai     | Marco Balzarotti          |
| Nene        | Shirō Saitō      | Mario Scarabelli          |
| Logi        | Kentarou Itou    | Niseem Onorato            |
| Legalas     | Ken'yū Horiuchi  | Tony Fuochi               |
| Delphinium  | Akiko Kimura     | Alessandra Karpoff        |
| Noi         | Hitomi Nabatame  | Federica Valenti          |
| Andropov    | Kappei Yamaguchi | Davide Garbolino          |